# خايرو باديلا
خايرو باديلا هو لاعب كرة قدم إكوادوري في مركز الهجوم، ولد في 10 مايو 1991 في إيبارا في الإكوادور. لعب مع إل. دي. يو. كيتو.

## وصلات خارجية
- خايرو باديلا على موقع قاعدة بيانات كرة القدم.إي يو (الإنجليزية)
- خايرو باديلا على موقع Soccerway.com (الإنجليزية)